# Rigiplatz
Der Rigiplatz, auch Rigianlage genannt, ist ein öffentlicher Platz in der Stadt Zug. Er wurde im Anschluss an die Vorstadtkatastrophe geschaffen, beherbergt Kunst im öffentlichen Raum und ist heute ein beliebter städtischer Erholungsort.

## Lage und Geschichte
Der dreieckige Rigiplatz liegt am Rande der Zuger Altstadt. Er wird von der Gartenstrasse (im Norden), der Rigistrasse (im Osten) und der Flaniermeile Vorstadt (im Westen) begrenzt. Die Vorstadt und die dahinterliegende Katastrophenbucht trennen ihn vom Zugersee.
Der Rigiplatz wurde 1891 im Anschluss an die Vorstadtkatastrophe nach den Plänen von Robert Moser angelegt. Nach dem Seeufereinbruch wurde aus Gründen der Sicherheit der Bau von Häusern im Bereich der neuen Uferlinie verboten. Die Stadt liess daher im Bereich der entstandenen Abbruchzone die Rigianlage als öffentliche Grünzone anlegen.
1953 wurde der Platz um den ersten stadtzuger Kinderspielplatz, der den Richtlinien der Pro Juventute entsprach, ergänzt. Mit seinen Sitzgelegenheiten, Grünflächen und seiner Seenähe wurde er zum beliebten stadtzuger Erholungsort. Im Nordosten des Platzes (wo sich Gartenstrasse und Rigistrasse kreuzen) befindet sich das 1953–1955 von Hanns Anton Brütsch erbaute Haus Seepark, ein Schweizer Kulturgut der Kategorie B (KGS-Nr.: 7343).
1995 wurde die Platzanlage gesamtsaniert. Im gleichen Jahr wurden (im Rahmen der 700-Jahr-Feierlichkeiten der Schweizerischen Eidgenossenschaft) nach dem Konzept von Anton Egloff vier Kunstwerke installiert:
- Flavio Paoluccis «L’ombra sul passato» (im Osten des Rigiplatzes) aus schwarzem und weissem Granit ähnelt formal einem Zeiger oder einer Säule und versinnbildlicht die Säulen des Quaibauprojekts, die während der Katastrophe einsanken (Moser, 2016).
- Anton Egloffs «Hören Ost Süd West Nord» ist ein glockenförmiges Bronzeobjekt, dessen Kopf sich gegen den See und die runde Öffnung zur Platzmitte richtet; je nach Lichtverhältnis ändert es seine Farbe von Tiefschwarz zu Silbergrau (Moser, 2016).
- Andrea Wolfensberger gravierte die vieldeutige Wortkette «In Gedanken versunken» in einen den Alpenquai fassenden Randstein (etwas ausserhalb des Rigiplatzes) ein.
- Carmen Perrins «Mémoire d’une strate 1887–1996» ist eine 6,25 m² grosse quadratische, anthrazitfarbene Platte, die aus Tausenden von kleinen Schieferplättchen besteht und sich flach in den Rasen schmiegt; je nach Lichteinfall erscheint sie bedrohlich und dunkel, schillernd und kontrastreich oder sanft und hell (Moser, 2016).[1]

Der Rigiplatz ist zudem ein beliebter Ausgangsort für ausländische Touristen.

## Galerie

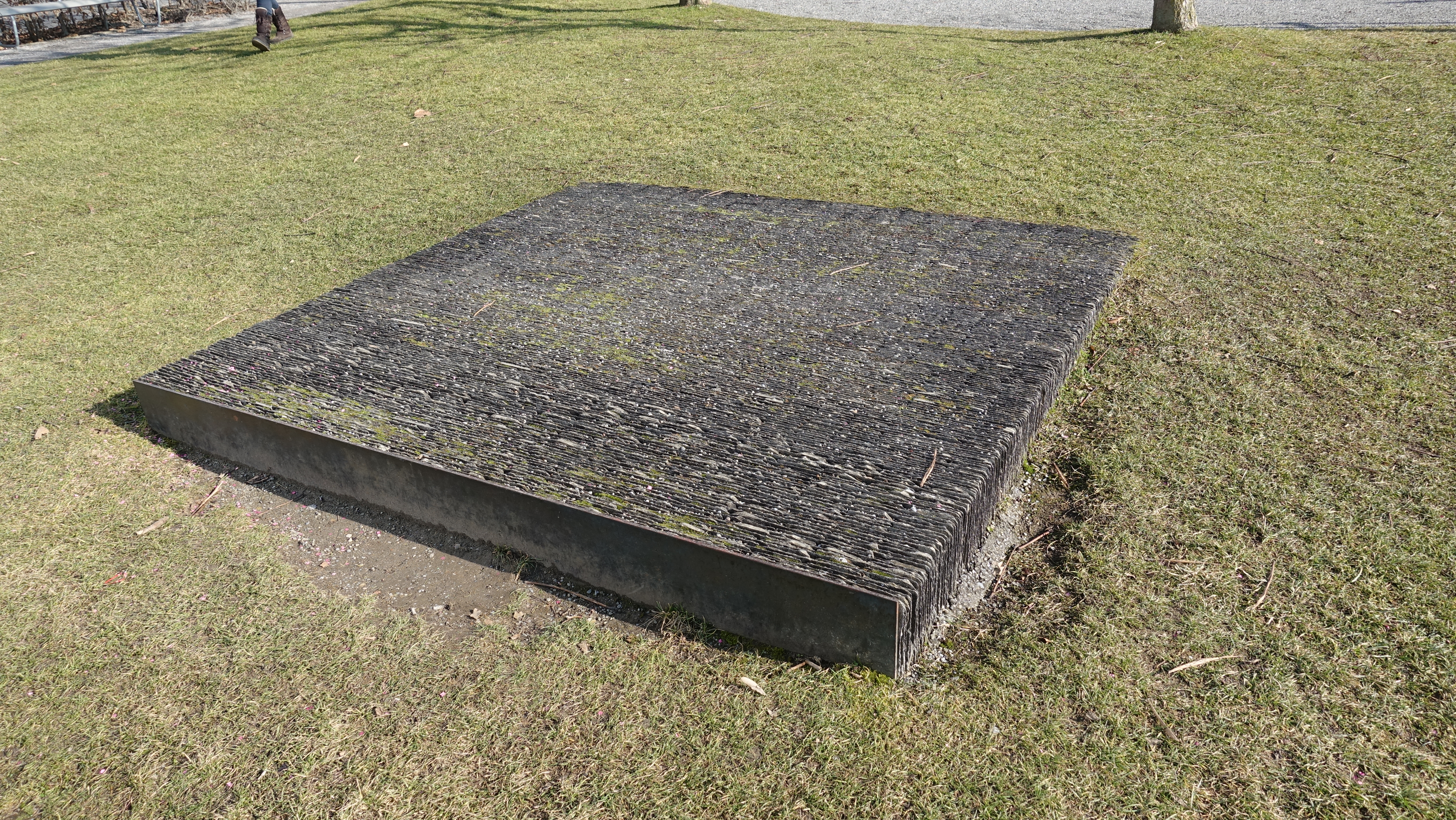
Carmen Perrin, «Mémoire d’une strate 1887–1996», Rigiplatz 1995
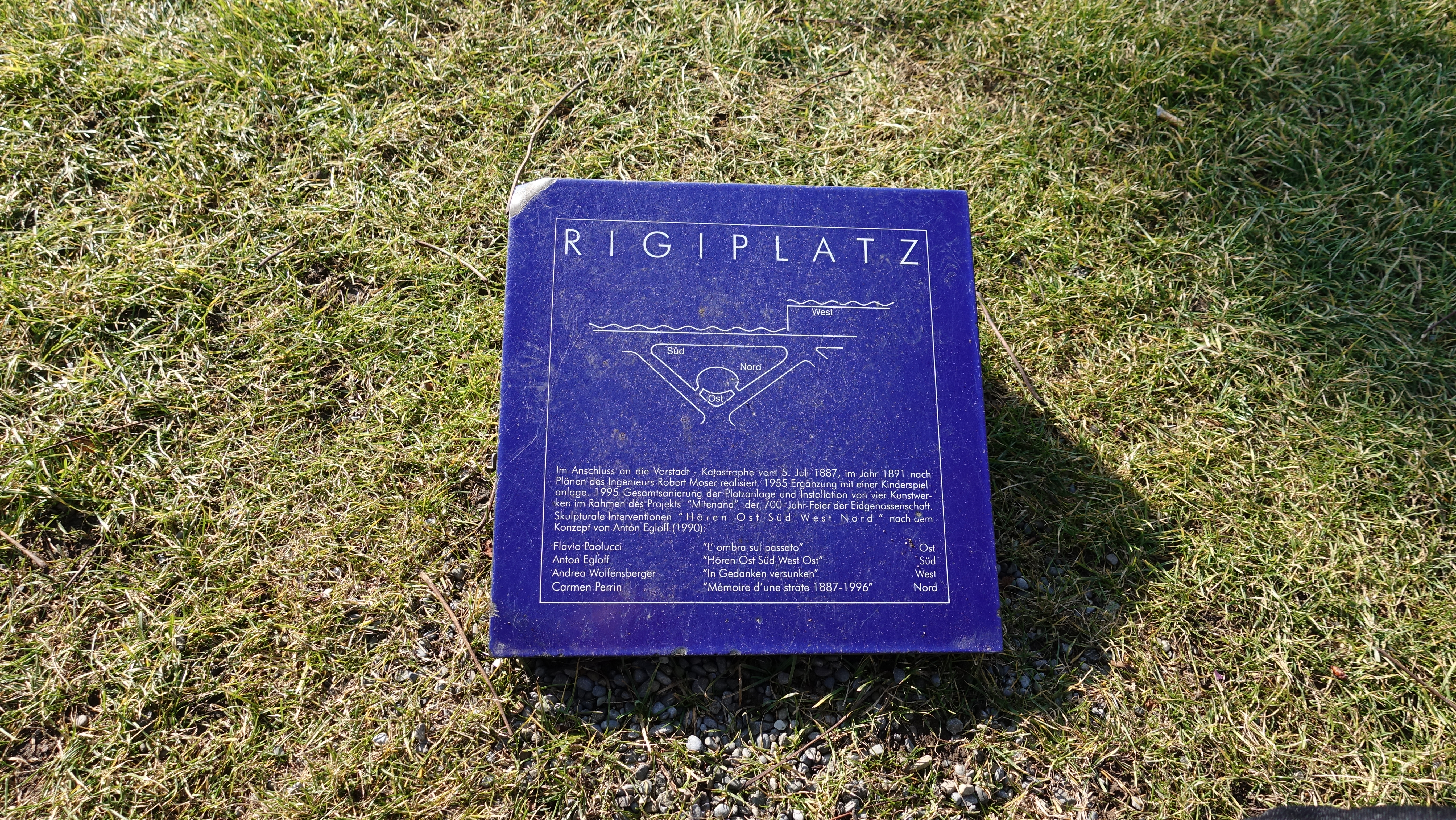
Beschreibung der von Anton Egloff 1990 konzipierten skulpturalen Intervention auf dem Rigiplatz
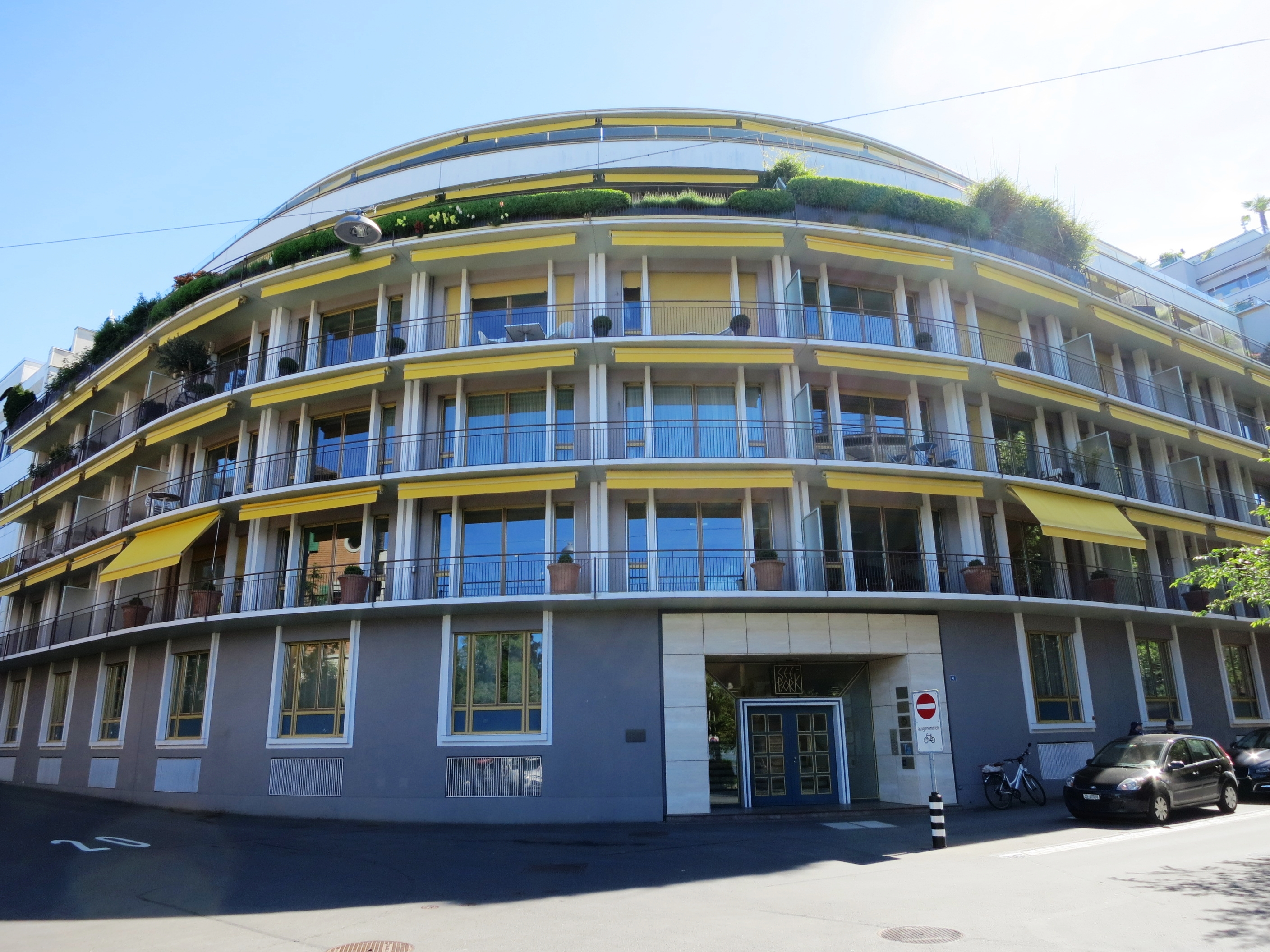
Haus Seepark (KGS-Nr.: 7343)